# Danh sách giải thưởng và đề cử của Lena Meyer-Landrut
Đây là danh sách giải thưởng và đề cử của nữ ca sĩ - nhạc sĩ người Đức Lena Meyer-Landrut. Cô đại diện cho Đức tại Eurovision Song Contest 2010 ở Oslo, Na Uy, và chiến thắng cuộc thi với ca khúc Satellite, Trước đó, để tham dự Eurovision, cô đã chiến thắng cuộc thi tài năng Unser Star für Oslo. Cô nhận được nhiều giải thưởng âm nhạc của Đức và châu Âu, trong đó có 4 giải MTV châu Âu, 3 giải ECHO và 2 giải 1LIVE KRONE.

## Eurovision Song Contest
Eurovision Song Contest (Cuộc Thi Ca khúc Truyền hình châu Âu) là một cuộc thi âm nhạc được tổ chức luân phiên hàng năm giữa các nước thành viên Liên hiệp Phát sóng châu Âu (Europeon Broadcasting Union - EBU), nước chiến thắng cuộc thi lần trước sẽ giành quyền đăng cai cuộc thi kế tiếp, thường là vào tháng 5. Lena chiến thắng cuộc thi này vào năm 2010 và tiếp tục tham dự cuộc thi năm sau với ca khúc Taken by a Stranger nhưng chỉ về thứ 10.
| Năm  | Ca khúc             | Kết quả   |
| ---- | ------------------- | --------- |
| 2010 | Satellite           | Hạng Nhất |
| 2011 | Taken by a Stranger | Hạng 10   |

## 1LIVE Krone Awards
1LIVE KRONE Awards là giải thưởng âm nhạc thường niên dành cho lứa tuổi vị thành niên của kênh 1 LIVE.
| Năm  | Hạng mục                 | Đối tượng           | Kết quả   |
| ---- | ------------------------ | ------------------- | --------- |
| 2010 | Nghệ sĩ xuất sắc nhất    | Bản thân            | Đoạt giải |
| 2010 | Đĩa đơn xuất sắc nhất    | Satellite           | Đoạt giải |
| 2011 | Đĩa đơn xuất sắc nhất    | Taken by a Stranger | Đề cử     |
| 2012 | Đĩa đơn xuất sắc nhất    | Stardust            | Đề cử     |
| 2015 | Nữ nghệ sĩ xuất sắc nhất | Bản thân            | Đoạt giải |

## Bravo Otto Awards
Bravo Otto Awards là giải thưởng thường niên của tạp chí Bravo Otto tại Đức.
| Năm  | Hạng mục            | Đối tượng | Kết quả   |
| ---- | ------------------- | --------- | --------- |
| 2010 | Ca sĩ xuất sắc nhất | Bản thân  | Đề cử     |
| 2012 | Ca sĩ xuất sắc nhất | Bản thân  | Đề cử     |
| 2015 | Ca sĩ xuất sắc nhất | Bản thân  | Đoạt giải |

## Comet Awards
VIVA Comet Awards là giải thưởng hàng năm của tạp chí VIVA Comet tại Đức.
| Năm  | Hạng mục                  | Đối tượng | Kết quả   |
| ---- | ------------------------- | --------- | --------- |
| 2010 | Nghệ sĩ mới xuất sắc nhất | Bản thân  | Đề cử     |
| 2011 | Nữ nghệ sĩ xuất sắc nhất  | Bản thân  | Đoạt giải |
| 2011 | Ca khúc xuất sắc nhất     | Satellite | Đề cử     |

## German Television Awards
German Television Awards là giải thưởng truyền hình thường niên của Đức được thành lập vào tháng 10 năm 1998 của các kênh Das Erste, ZDF, RTL và Sat.1.
| Năm  | Hạng mục                              | Đối tượng              | Kết quả   |
| ---- | ------------------------------------- | ---------------------- | --------- |
| 2010 | Series truyền hình ngắn xuất sắc nhất | Unser Star für Oslo    | Đoạt giải |
| 2013 | Chương trình giải trí xuất sắc nhất   | The Voice Kids Germany | Đề cử     |

## Goldene Henne Awards
Goldene Henne là giải thưởng thường niên nhằm tôn vinh nghệ sĩ Đức Helga Hahnemann.
| Năm  | Hạng mục                                                                  | Đối tượng | Kết quả   |
| ---- | ------------------------------------------------------------------------- | --------- | --------- |
| 2010 | Giải thưởng của độc giả tạp chí SuperIllu thể loại nhạc Rock/Pop/Schlager | Bản thân  | Đề cử     |
| 2010 | Đại sứ Sắc đẹp (Giải thưởng Danh dư)                                      | Bản thân  | Đoạt giải |
| 2013 | Giải thưởng của độc giả tạp chí SuperIllu về lĩnh vực Âm nhạc             | Bản thân  | Đề cử     |

## Goldene Kamera Awards
Goldene Kamera Awards là giải thưởng truyền hình thường niên của Đức được trao bởi tạp chí truyền hình HÖRZU.
| Năm  | Hạng mục               | Đối tượng | Kết quả   |
| ---- | ---------------------- | --------- | --------- |
| 2011 | Âm thanh xuất sắc nhất | Bản thân  | Đoạt giải |

## ECHO Awards
ECHO là một giải thưởng âm nhạc Đức trao hằng năm cho các nghệ sĩ thành công nhất về mặt doanh số bán hàng trên toàn quốc thông qua Deutsche Phono-Akademie (một hiệp hội của các công ty ghi âm).
| Năm  | Hạng mục                        | Đối tượng           | Kết quả   |
| ---- | ------------------------------- | ------------------- | --------- |
| 2011 | Nghệ sĩ mới xuất sắc nhất       | Bản thân            | Đoạt giải |
| 2011 | Nữ nghệ sĩ xuất sắc nhất        | Bản thân            | Đoạt giải |
| 2011 | Radio Echo dành cho "Satellite" | Satellite           | Đề cử     |
| 2011 | Đĩa đơn của năm                 | Satellite           | Đề cử     |
| 2011 | Album của năm                   | My Cassette Player  | Đề cử     |
| 2012 | Video âm nhạc xuất sắc nhất     | Taken by a Stranger | Đề cử     |
| 2012 | Nữ nghệ sĩ xuất sắc nhất        | Bản thân            | Đề cử     |
| 2013 | Video âm nhạc xuất sắc nhất     | Stardust            | Đoạt giải |
| 2013 | Nữ nghệ sĩ xuất sắc nhất        | Bản thân            | Đề cử     |

## European Music Award Sound
European Music Award Sound là giải thưởng âm nhạc thường niên trao bởi Hiệp hội Âm nhạc châu Âu cho các ca sĩ - nhạc sĩ xuất sắc nhất khắp thế giới.
| Năm  | Hạng mục | Đối tượng    | Kết quả |
| ---- | -------- | ------------ | ------- |
| 2012 | Bản thân | Nhạc Pop Đức | Đề cử   |

## ESC Radio Awards
ESC Radio Awards là giải thưởng do đài phát thanh ESC Radio của Eurovision Song Contest tổ chức.
| Năm  | Hạng mục | Đối tượng           | Kết quả   |
| ---- | -------- | ------------------- | --------- |
| 2012 | Bản thân | Ca sĩ xuất sắc nhất | Đoạt giải |

## MTV Awards

### MTV Europe Music Awards
MTV Europe Music Awards (MTV EMAs hay đơn giản EMAs) là một giải thưởng thành lập năm 1994 bởi kênh truyền hình MTV châu Âu nhằm trao giải cho các nghệ sĩ xuất sắc nhất trên toàn thế giới. Địa điểm trao giải luôn được thay đổi và chỉ ở trong châu Âu.
| Năm  | Hạng mục                       | Đối tượng | Kết quả   |
| ---- | ------------------------------ | --------- | --------- |
| 2011 | Nghệ sĩ Đức xuất sắc nhất      | Bản thân  | Đoạt giải |
| 2011 | Nghệ sĩ châu Âu xuất sắc nhất  | Bản thân  | Đoạt giải |
| 2011 | Nghệ sĩ quốc tế xuất sắc nhất  | Bản thân  | Đề cử     |
| 2013 | Nghệ sĩ Đức xuất sắc nhất      | Bản thân  | Đoạt giải |
| 2013 | Nghệ sĩ Trung Âu xuất sắc nhất | Bản thân  | Đoạt giải |
| 2013 | Nghệ sĩ quốc tế xuất sắc nhất  | Bản thân  | Đề cử     |

### MTV Germany Jahresvoting
MTV Germany Jahresvoting là giải thưởng âm nhạc thường niên của kênh MTV Đức. Giải thưởng được trao thông qua kết quả phiếu bầu của khán giả.
| Năm  | Hạng mục                 | Đối tượng | Kết quả   |
| ---- | ------------------------ | --------- | --------- |
| 2012 | Nữ hoàng nhạc Pop (2011) | Bản thân  | Đoạt giải |

## Nickelodeon Kids' Choice Awards
Nickelodeon Kids Choice Awards (KCA) là giải thưởng thường niên, thường diễn ra vào cuối tháng Tư, nhằm tôn vinh các thành tựu lớn trong nằm về truyền hình, phim ảnh và âm nhạc. Kết quả được xác định thông qua bình chọn của trẻ em và thanh thiếu niên qua kênh truyền hình cáp Nickelodeon và Disney Channel.
| Năm  | Hạng mục                              | Đối tượng | Kết quả |
| ---- | ------------------------------------- | --------- | ------- |
| 2013 | Ca sĩ Đức, Áo, Thụy Sĩ được yêu thích | Bản thân  | Đề cử   |

## Radiopreis SIEBEN
Radiopreis SIEBEN là giải thưởng thường niên trao bởi đài phát thanh Radio 7 của Đức.
| Năm  | Hạng mục              | Đối tượng | Kết quả   |
| ---- | --------------------- | --------- | --------- |
| 2013 | Nghệ sĩ xuất sắc nhất | Bản thân  | Đoạt giải |

## Radio Regenbogen Award
| Năm  | Hạng mục                  | Đối tượng | Kết quả |
| ---- | ------------------------- | --------- | ------- |
| 2013 | Giải thưởng của thính giả | Bản thân  | Đề cử   |

## SWR3 New Pop Festival
| Năm  | Hạng mục            | Đối tượng | Kết quả   |
| ---- | ------------------- | --------- | --------- |
| 2010 | Nghệ sĩ mới của năm | Bản thân  | Đoạt giải |